# Hivatali titkok
A Hivatali titkok (eredeti cím: Official Secrets) 2019-ben bemutatott brit-amerikai dokumentumdráma film  Katharine Gun életéről. Gun kiszivárogtatott egy emlékeztetőt egy illegális hírszerző műveletről az amerikai és a brit titkosszolgálat részvételével, mely arra irányult, hogy lehetséges zsarolásra alkalmas adatokat gyűjtsön az Egyesült Nemzetek diplomatáiról, megszavaztatva velük az Irak elleni 2003-as invázióról szóló határozati javaslatot.
A filmet Gavin Hood rendezte, Gunt Keira Knightley alakítja. További főbb szerepekben Matt Smith, Matthew Goode, Adam Bakri, Indira Varma és Ralph Fiennes látható.
A film világpremierje a Sundance Filmfesztiválon volt 2019. január 8-án. Az Egyesült Államokban 2019. augusztus 30-án, az Egyesült Királyságban október 18-án mutatták be.

## Szereplők
- Keira Knightley – Katharine Gun
- Matt Smith – Martin Bright
- Matthew Goode – Peter Beaumont
- Rhys Ifans – Ed Vulliamy
- Adam Bakri – Yasar Gun
- Indira Varma – Shami Chakrabarti
- Ralph Fiennes – Ben Emmerson
- Conleth Hill – Roger Alton
- Tamsin Greig – Elizabeth Wilmshurst
- Hattie Morahan – Yvonne Ridley
- Ray Panthaki – Kamal Ahmed
- Angus Wright – Mark Ellison
- Chris Larkin – Nigel Jones
- Monica Dolan – Fiona Bygate
- Jack Farthing – Andy Dumfries
- Clive Francis – Nick Wilkinson tábornok
- Katherine Kelly – Jacqueline / MI6 ügynök
- John Heffernan – James Welch
- Kenneth Cranham – Hyam bíró
- Darrell D'Silva – Chilei nagykövet
- Janie Dee – Jan Clements
- MyAnna Buring – Jasmine
- Niccy Lin – Mi-Yung
- Chris Reilly – Jerry
- Shaun Dooley – John
- Peter Guinness – TinTin
- Hanako Footman – Nicole Mowbray
- Jeremy Northam[1] – Ken Macdonald

## Elismerések
| Díj            | Év                | Kategória                                      | Átvevő          | Eredmény | Forr. |
| -------------- | ----------------- | ---------------------------------------------- | --------------- | -------- | ----- |
| Szaturnusz-díj | 2021. október 26. | Legjobb nemzetközi filmnek járó Szaturnusz-díj | Hivatali titkok | Jelölve  | [ 2 ] |